# Bitva o Lysyčansk

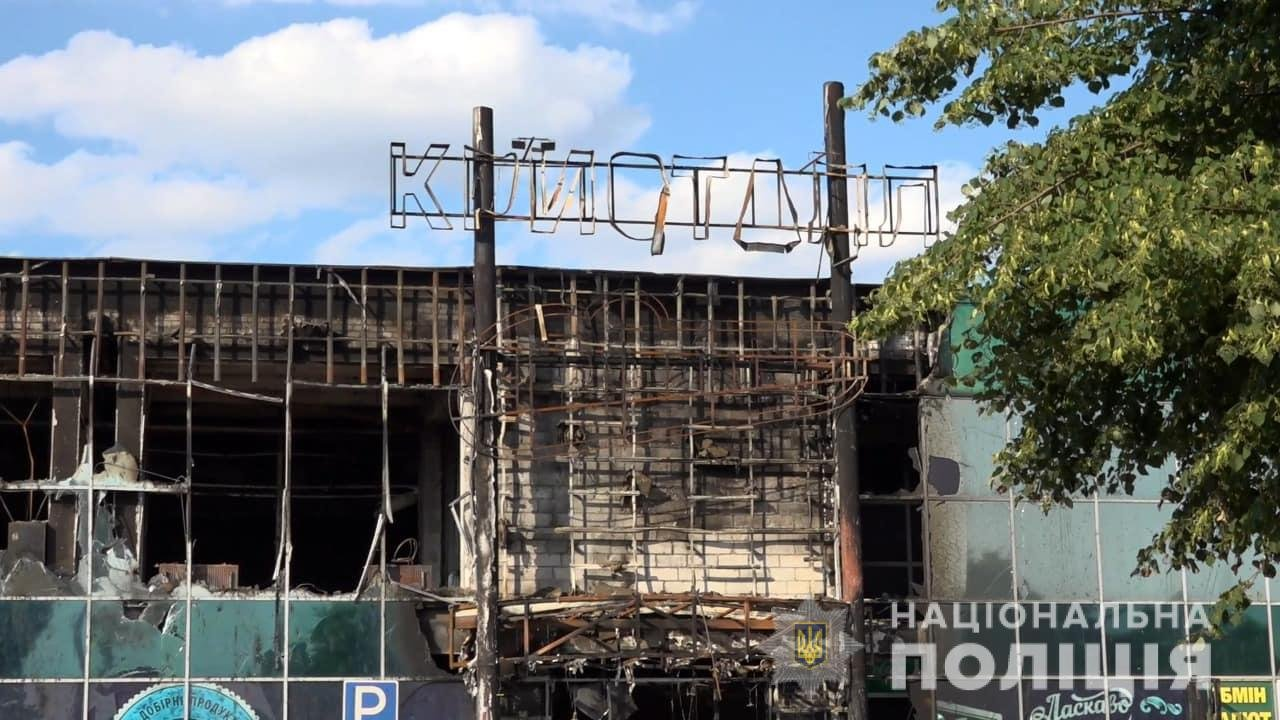
Trosky zničeného obchodního centra Kristall 30. června

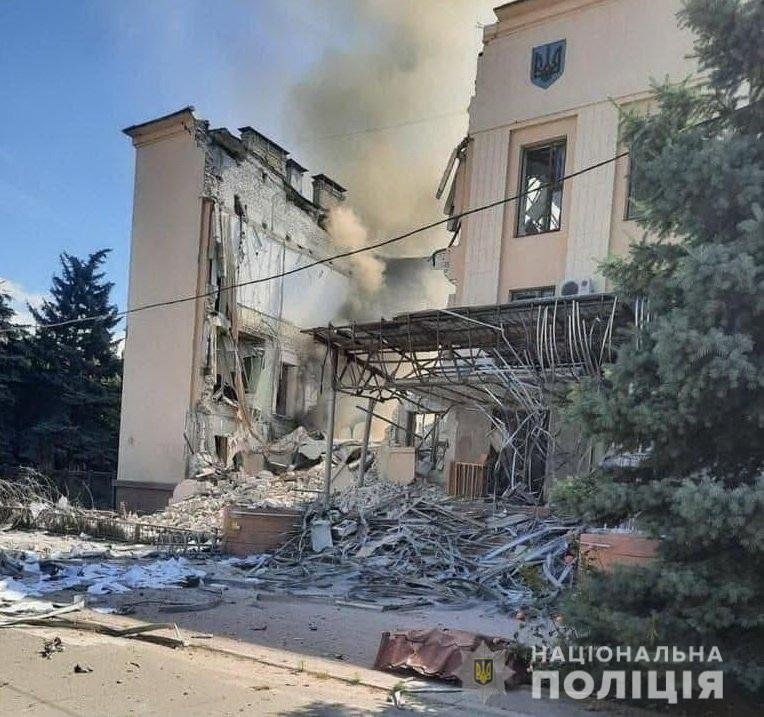
Poškozená budova radnice v Lysyčansku 1. července

Bitva o Lysyčansk byla součást vojenského střetnutí mezi Ruskou federací a Ukrajinou v rámci ruské invaze na Ukrajinu v roce 2022. Boje začaly v neděli 27. června 2022. O týden později, v neděli 3. července, Rusové oznámili, že město dobyli, což posléze potvrdila i ukrajinská protistrana.
Zatímco v sousedním Severodoněcku obě strany od konce května sváděly téměř měsíc trvající ostré pouliční boje o město, v kopcovitém terénu ležící Lysyčansk, od ruských jednotek postupujících z východního směru navíc oddělený významnou přírodní překážkou – řekou Severní Doněc, padl spolu s dalšími obcemi v okolí už po týdnu bojů. Ukrajinci tak přišli o svou poslední dosud kontrolovanou část Luhanské oblasti.
Zatímco pro Rusko a samozvanou Luhanskou lidovou republiku se jednalo o důležité vítězství, které otevřelo cestu k útokům směrem na města Slovjansk a Kramatorsk, pro Ukrajinu bylo zásadní, že se ústupem alespoň podařilo zabránit hrozícímu obklíčení a zničení velkého množství ukrajinských sil v oblasti.

## Pozadí
Město Lysyčansk bylo před ruskou invazí se svými zhruba 93 tisíci obyvateli čtvrtým největším městem Luhanské oblasti a po Severodoněcku druhým největším v Ukrajinou kontrolované části této oblasti. Nárokuje si ho přímo Ruskem podporovaná Luhanská lidová republika.
Ruská armáda po invazi na Ukrajinu v únoru 2022 dokázala v některých místech rychle postoupit až k řece Severní Doněc, ovšem dalších úspěchů dosáhla až s dobytím Popasné v květnu, které znamenalo hrozbu obklíčení pro ukrajinské síly v oblasti. Rusové následně zahájili bitvu o sousední Severodoněck, která se navzdory velké ruské převaze i kvůli nečekanému ukrajinskému protiútoku protáhla až do 24. června, kdy obránci ustoupili.

## Bitva
Ústupem ze Severodoněcku za řeku Severní Doněc na výšiny u Lysyčansku sice Ukrajinci získali taktickou výhodu proti ruskému postupu z východu, město však po ruském dobytí Toškivky bylo ohroženo i z jihu.
25. června ruské a separatistické síly pronikly do jižních částí města a dosáhly dolu a želatinové továrny. Zatímco ruské zdroje hovořily o ruském postupu do města a izolaci ukrajinských sil, Ukrajinci hlásili odrážení útoků. 27. června bylo civilistům dle CNN nařízeno odejít, mnozí z 10-15 tisíc, kteří ve městě zůstávali, však odmítli opustit své domovy.
Od 28. června ruské zdroje jako například Rodion Mirošnik, velvyslanec LLR v Rusku, tvrdily, že Ukrajinci již zahájili ústup z města, což nebylo možné možné ověřit. 30. června probíhaly boje o ropnou rafinerii. Následující den Rusové útočili na vesnici Topolivka jihozápadně od Lysyčansku, čímž výrazně ohrožovali ukrajinskou logistiku a možnost ústupu. Zároveň oznámili dobytí dolu a želatinového závodu na předměstí a město Pryvilja severně od Lysyčansku.
2. července se v ruských zdrojích objevila informace o dobytí města, což nebylo nezávisle potvrzeno, ovšem dle Institutu pro studium války (ISW) dosáhly ruské jednotky centra města a Ukrajinci se z Lysyčansku stahovali. 3. července se obě strany přely o kontrolu nad městem, později během dne ale ukrajinský generální štáb potvrdil dobytí Lysyčansku, znamenající ruskou kontrolu nad celou Luhanskou oblastí.